# Margaret Maher
Margaret Maher, född 25 februari 1841, död 3 maj 1924, arbetade som tjänare i den amerikanska poeten Emily Dickinsons hem.

## Irland
Margaret föddes den 25 februari 1841 i Killusty i regionen South Tipperary, känd som Golden Vale vid Suirfloden.
Margarets far, Michael Maher (cirka 1780–1868), var arrendator och gifte sig med Mary Dunn (1798–1866), dotter till Patrick Dunn och Margaret Lahea. Mellan 1826 och 1848 födde Margarets mor nio barn, av vilka fyra överlevde till de blev vuxna: Mary (1828–1910), Margaret (1841–1924), Michael (1843–1880), and Thomas (1848–1913).
Michael, Margarets far, verkar ha haft ekonomiska svårigheter före den stora svälten på Irland, och hans familj flyttade runt, barn föddes i Boolagh, Killavally och Cappadrummin – vid Slievenamons (Sliabh na m. Ban) sluttningar. Runt 1850 klarade sig Michael Maher bra, efter hungersnöden, och lyckades hyra 49 tunnland i Kiltinan från Robert Cooke, och andrahandsuthyrde ett hus (sublease). Förbättrade förhållanden gjorde att Margarets familj hade råd att emigrera till Amerika och/eller fick tillgångar 1854, då markägaren Cooke sålde sin egendom.
Margaret och hennes två bröder, Michael och Thomas, fick utbildning (Mary, den äldsta, förblev analfabet). Margaret tillbringade mycket tid i klassrummet, och snart kom hon att utväxla brev med sina blivande amerikanska arbetsgivare, familjerna Boltwood och Dickinson.

## Ankomst till Amerika
Strax efter att familjen Maher utvandrade till Amherst, Massachusetts, gifte sig Margarets syster Mary med Thomas Kelley (1832–1920), som också utvandrat från South Tipperary. Han köpte i oktober 1864 en egendom från Emily Dickinsons far, Edward, till sin unga familj och Maherfamiljen. Fastigheten bestod av ett boningshus intill Dickinson Meadow och järnvägsrdepå till Main Street i Amherst, cirka en fjärdedels engelsk mil från Emily Dickinsons hem.
Amherstegendomen, känd som "Kelley Square," utökades senare till att omfatta ladugård, tre hus och skjul, samt trädgård med fruktträd. Mahers syskon och svåger Tom Kelley utökade sin familjs ekonomi genom att slå samman dem. Margarets bröder skickade pengar från Kalifornien och Nevada där de arbetade som gruvarbetare och boskapsdrivare.
Tom Kelley arbetade vid järnvägen, och senare som nattvakt vid Amherst College. Toms koppling till Edward Dickinson, Amherst Colleges ekonomichef, lär först ha fått familjen Dickinson att uppmärksamma Margaret Maher.

## Emily Dickinson
I mitten och slutet av tonåren var Margaret anställd som tjänsteflicka hos Fanny och Lucius Boltwood, kamrater till Emily Dickinsons föräldrar. Då deras äldsta son, Lucius Manlius Boltwood, gifte sig med Clarinda Boardman Williams 1860 och de väntade sitt första barn, 1861, verkar Margaret ha bytt till att arbeta för den familjen. Margaret flyttade med "Junior Boltwoods," från Amherst via Washington, DC till Hartford, då Lucius Manlius Boltwood gjorde karriär som bibliotekarie och släktforskare.
Margaret lämnade Hartford, där hon arbetade för Junior Boltwoods, våren 1868 för att ta hand om sin far, som blivit svårt sjuk och änkeman, i Amherst. Margarets far dog den 8 juni. Fem dagar senare, den 13 juni, råkade hennes svåger Tom Kelley ut för ett närapå dödligt fall då han arbetade. Ovetande om att han skulle överleva, tog Margaret och hennes syster, då mor till sju barn, hand om Tom och han blev slutligen av med ena armen.
Senare den sommaren, då det stod klart att  Tom Kelley var utom fara, planerade 27-årige Margaret och hennes bror Thomas Maher att ge sig av till Kalifornien där deras bror Michael vaskade guld. Thomas Maher seglade av mot Kalifornien, förbi Panama, den 5 oktober 1868. Drabbad av sjukdom stannade Margaret dock kvar för att tas om hand av sin syster Mary Kelley.
Margaret tog senare flera tillfälliga jobb i Amherst. Då hon arbetade för Fru Talcott, mor till tre barn i skolådern, tog sig Emily Dickinsons far Edward, till Talcott och frågade Margaret om och när hon kunde arbeta i hans familj. Hon anlände till Dickinsons hem i mars 1869. Hon kände sig ursprungligen obekväm i hushållet, men anställningen, som först var tänkt att bli tillfällig, varade i 30 år.
Emily Dickinson avled 1886. För sin  begravning valde hon Tom Kelley som huvudbärare av kistan.
Emily Dickinson förvarade avslutade dikter i jungfrukammaren. Poeten uppmanade tydligen Margaret att bränna dikterna efter Emily Dickinsons död men Margaret vägrade. Det var Margaret Maher "som Emily Dickinson ansåg vara den som skulle sätta Emily Dickinsons verk till världen"
Ett daguerrotypifoto som är det enda kända fotografiet av Dickinson räddades till eftervärlden av Maher. Hon gjorde det tillgängligt för Roberts Brothers, som utgav den första boken med Dickinsons dikter i november 1890.

## Senare tid
Margaret antas, 58 år gammal, att ha flyttat tillbaka till Kelly Square då Lavinia 1899, som då var hennes kvarlevande arbetsigvare i familjen Dickinson, avled. Margarets syster och svåger Mary och Tom Kelley avled 1910 respektive 1920. Tack vare Toms testamente kunde Margaret i fortästtningen bo i en egen lägenhet vid Kelly Sqare. Margaret avled i hemmet den 3 maj 1924 och begravdes jämte föräldrarna och brodern Thomas på Saint Mary's Cemetery i Northampton, Massachusetts.

### Fotnoter
1. ↑  Early life is Ireland is based on Murray, Aífe. Maid as Muse: How Domestic Servants Changed Emily Dickinson’s Life and Language, University Press of New England, 2010: 30–31, 239
2. ↑  Arrival in America is based largely on Murray, Aífe. Maid as Muse: How Domestic Servants Changed Emily Dickinson’s Life and Language, University Press of New England, 2010: 50, 195–8
3. ↑  See chapter 1 of Murray, Aífe. Maid as Muse: How Domestic Servants Changed Emily Dickinson’s Life and Language, University Press of New England, 2010: 27–56. For additional background on the Boltwood family: Allen, Adele, The Boltwood House, Amherst Graduates Quarterly, August 1937; Sheldon, Hon. George. Lucius Manlius Boltwood. Boston: David Clapp and Son, 1905.
4. ↑  Maher, Margaret. Letters, Boltwood Family Papers: Burton Historical Collection, Detroit Free Public Library, Michigan: Margaret Maher to Clarinda Boltwood, March 2, 1869, March 24, 1869; Murray, Aífe. Maid as Muse: How Domestic Servants Changed Emily Dickinson’s Life and Language, University Press of New England, 2010: 54–56
5. ↑  Dickinson, Emily. The Letters of Emily Dickinson. Three volumes. Editor Thomas H. Johnson. Cambridge MA: Belknap Press of Harvard University Press. 1958; Maher, Margaret. Letters, Boltwood Family Papers: Burton Historical Collection, Detroit Free Public Library, Michigan: Margaret Maher to Clarinda Boltwood, June 22, 1869; circa March 1869; Murray, Aífe. Maid as Muse: How Domestic Servants Changed Emily Dickinson’s Life and Language, University Press of New England, 2010: 34.
6. ↑  Davidoff, Leonore. “Class and Gender in Victorian England: The Diaries of Arthur J. Munby and Hannah Cullwick,” Feminist Studies, Vol 5, No. 1., Women and Power: Dimensions of Women’s Historical Experience (Spring, 1979), 86–141, 108; Leyda, Jay. “Miss Emily’s Maggie.” New World Writing.(n.e.) New York: New American Library (Mentor), 1953: 255–67; Murray, Aífe. Maid as Muse: How Domestic Servants Changed Emily Dickinson’s Life and Language, University Press of New England, 2010: 27–8.
7. ↑  Bianchi, Martha Dickinson. Emily Dickinson Face to Face. Boston: Houghton Mifflin, 1932:62; “Emily Dickinson funeral" folder, Jones library Special Collections, Amherst, MA; Leyda, Jay. The Years and Hours of Emily Dickinson. Two volumes. New Haven CT: Yale University Press. 1960: 2:474–5; Leyda, Jay. “Miss Emily’s Maggie.” New World Writing.(n.e.) New York: New American Library (Mentor), 1953: 255–67.
8. ↑  See Longsworth, Polly. Austin and Mabel: The Amherst Affair and Love Letters of Austin Dickinson and Mabel Loomis Todd. New York: Farrar, Straus and Giroux. 1984; Murray, Aífe. Maid as Muse: How Domestic Servants Changed Emily Dickinson’s Life and Language, University Press of New England, 2010.
9. ↑  Bianchi, Martha Dickinson. Emily Dickinson Face to Face. Boston: Houghton Mifflin, 1932, 59–60; Maher, Margaret. Deposition of Margaret Maher, Witness Called by the Plaintiff. Lavinia N. Dickinson v. Mabel Loomis Todd et al., The Commonwealth of Massachusetts, Hampshire County Superior Court. 1897; Murray, Aífe. Maid as Muse: How Domestic Servants Changed Emily Dickinson’s Life and Language, University Press of New England, 2010: 201–4;
10. ↑  Quinn, Peter “In Service: Emily Dickinson, Helen Keller & the Irish Help” Commonweal, 18 juni 2010
11. ↑  Bingham, Millicent Todd. Ancestor’s Brocades. NY: Harper, 1945.
12. ↑  Murray, Aífe. Maid as Muse: How Domestic Servants Changed Emily Dickinson’s Life and Language, University Press of New England, 2010: 53.